# Zabawa (Tarnów)
Pour les articles homonymes, voir Zabawa.
Zabawa est une localité polonaise de la gmina de Radłów, située dans le powiat de Tarnów en voïvodie de Petite-Pologne.